# Sân vận động Pleiku
Sân vận động Pleiku là một sân vận động bóng đá tại phường Pleiku, tỉnh Gia Lai, Việt Nam. Sân vận động có sức chứa khoảng 12.000 người và hiện đang là sân nhà của câu lạc bộ Hoàng Anh Gia Lai. Đây là sân vận động dành riêng cho bóng đá đầu tiên ở Việt Nam và là sân duy nhất ở Việt Nam có mái che khán đài bao quanh toàn bộ sân.

## Lịch sử
Sân vận động Pleiku được xây dựng trước năm 1975, ban đầu sức chứa chỉ chừng 5.000 khán giả. Từ khi đội bóng phố núi lên chuyên nghiệp, sân được nâng cấp, tu sửa, lắp dàn đèn với sức chứa xấp xỉ 10.000 người. Vào thời điểm đó, Pleiku vẫn là sân vận động duy nhất ở Việt Nam không có phòng riêng cho cầu thủ hai đội, phòng họp báo khá tạm bợ lọt thỏm trong khuôn viên... cũng như không có hàng rào ngăn cách giữa khán giả và cầu thủ trên sân.
Năm 2008, sân Pleiku được HAGL khởi công và xây dựng mới theo mô hình sân Highbury của câu lạc bộ Arsenal (đối tác chiến lược vào thời điểm đó của câu lạc bộ HAGL trong hợp tác đào tạo cầu thủ tại Học viện Bóng đá HAGL-Arsenal-JMG). Tổng kinh phí xây dựng khoảng 60 tỉ đồng do Tập đoàn HAGL đầu tư toàn bộ. Sân Pleiku mới đã được đưa vào hoạt động từ tháng 10 năm 2010. Sau khi khánh thành và cho đến nay, đây vẫn là sân bóng duy nhất ở Việt Nam thuộc sở hữu riêng bởi 1 đội bóng. 

## Cơ sở vật chất
Với sức chứa khoảng 12.000 chỗ ngồi, sân vận động Pleiku hiện là sân bóng cấp câu lạc bộ hiện đại nhất Việt Nam với các khán đài được lắp ghế ngồi toàn bộ, hệ thống mái che vòng quanh sân và không có đường piste bao quanh sân giống như hầu hết các sân bóng châu Âu, giúp khán giả theo dõi trận đấu với khoảng cách gần hơn. Trong sân Pleiku có đầy đủ các phòng chức năng đạt tiêu chuẩn quốc tế như phòng họp báo, phòng thay đồ, y tế, massage… Tất cả đều được trang bị các thiết bị hiện đại và bố trí hợp lý.